# Cheb Hamid

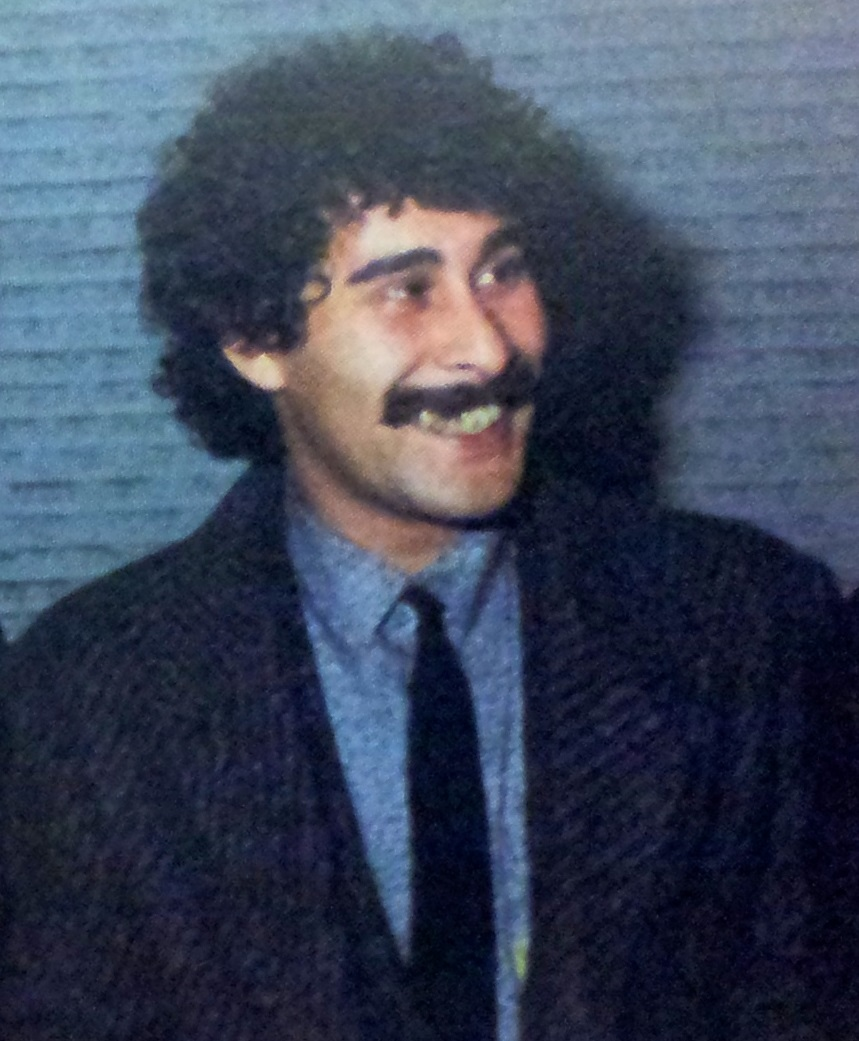
Cheb Hamid (1986)

Cheb Hamid (* 1964 in Aïn Defla, Algerien) ist ein algerischer Musiker. Er war ein bedeutender Raï-Interpret der 1980er Jahre.

## Leben
Hamid wurde 1964 in Ain Defla im äußersten Norden des Landes geboren. Seine ersten Kassetten veröffentlichte er 1981, produziert vom stilprägenden Produzenten Rachid Baba Ali Ahmed. Hamid war der erste von Rachid aufgenommene Raï-Künstler, die Aufnahmen fanden im Haus der Jugend in Tlemcen statt.
Seinen Durchbruch erlebte Hamid 1986 durch ein Duett mit Chaba Zahouania. Das von ihnen gemeinsam gesungene Stück „Khali ya Khali“ („Mein Onkel, mein Onkel“) war nicht nur ein kommerzieller Erfolg, sondern auch eine Provokation, weil darin die inzestuöse Liebe einer jungen Frau zu ihrem weißhaarigen Onkel besungen wurde. Im selben Jahr trat Hamid auf dem ersten großen Raï-Festival Europas in Bobigny auf, durch das der Raï seinen Durchbruch in Frankreich und in der Folge auch in ganz Europa erlebte. Einer seiner größten Solo-Hits war „Khadidja“.
Hamids weiterer Lebenslauf ist schlecht dokumentiert. Bis 1988 lassen sich kontinuierlich Veröffentlichungen und Konzerte nachweisen. Anscheinend zog er sich danach in seinen bürgerlichen Beruf als Krankenhaustechniker zurück. Zeitweise lebte er auch in Marseille.

## Musik
Hamid war stark beeinflusst vom spanischen Flamenco. Er setzte seine kraftvolle, geschmeidige Stimme für einen leidenschaftlichen Gesang ein, wofür er besonders beim weiblichen Publikum geschätzt wurde. Dies brachte ihm den Spitznamen „Le rossignol du raï“ (=Die Nachtigall des Raï) ein. Stilistisch bestanden Ähnlichkeiten zu Houari Blaoui.